# Rungia podostachya
Rungia podostachya är en akantusväxtart som beskrevs av Cornelis Eliza Bertus Bremekamp. Rungia podostachya ingår i släktet Rungia och familjen akantusväxter. Inga underarter finns listade i Catalogue of Life.